# Laonice branchiata
Laonice branchiata är en ringmaskart som beskrevs av Nonato, Bolivar och Lana 1986. Laonice branchiata ingår i släktet Laonice och familjen Spionidae. Inga underarter finns listade i Catalogue of Life.